# 12493 Мінковський
12493 Мінковський (12493 Minkowski) — астероїд головного поясу, відкритий 4 серпня 1997 року.
Тіссеранів параметр щодо Юпітера — 3,188.